# Mariatorget
Mariatorget est une place ainsi qu'un parc situé sur l'île de Södermalm, à Stockholm en Suède. 

## Présentation
Mariatorget est située entre Hornsgatan 31 et Sankt Paulsgatan 24 et est entourée de deux rues portant le même nom que la place.
Elle a été construite à la fin des années 1760, et avait initialement pour nom place Adolphe-Frédéric (suédois : Adolf Fredriks torg), mais a été renommée Mariatorget en 1959 afin d'éviter une possible confusion avec l'église Adolphe-Frédéric située dans le quartier de Norrmalm. 
Ce nouveau nom fait référence à l'église Marie-Madeleine voisine.
Un buste de Emanuel Swedenborg se trouve dans le parc. La place comporte en son centre une fontaine avec une sculpture de Anders Henrik Wissler qui représente le dieu nordique Thor affrontant le serpent marin Jörmungand.
Dans les environs du parc se trouvent de nombreux cafés, et un hôtel nommé Hotel Rival, qui appartient en partie à l'ancien membre de ABBA, Benny Andersson.

## Sculptures

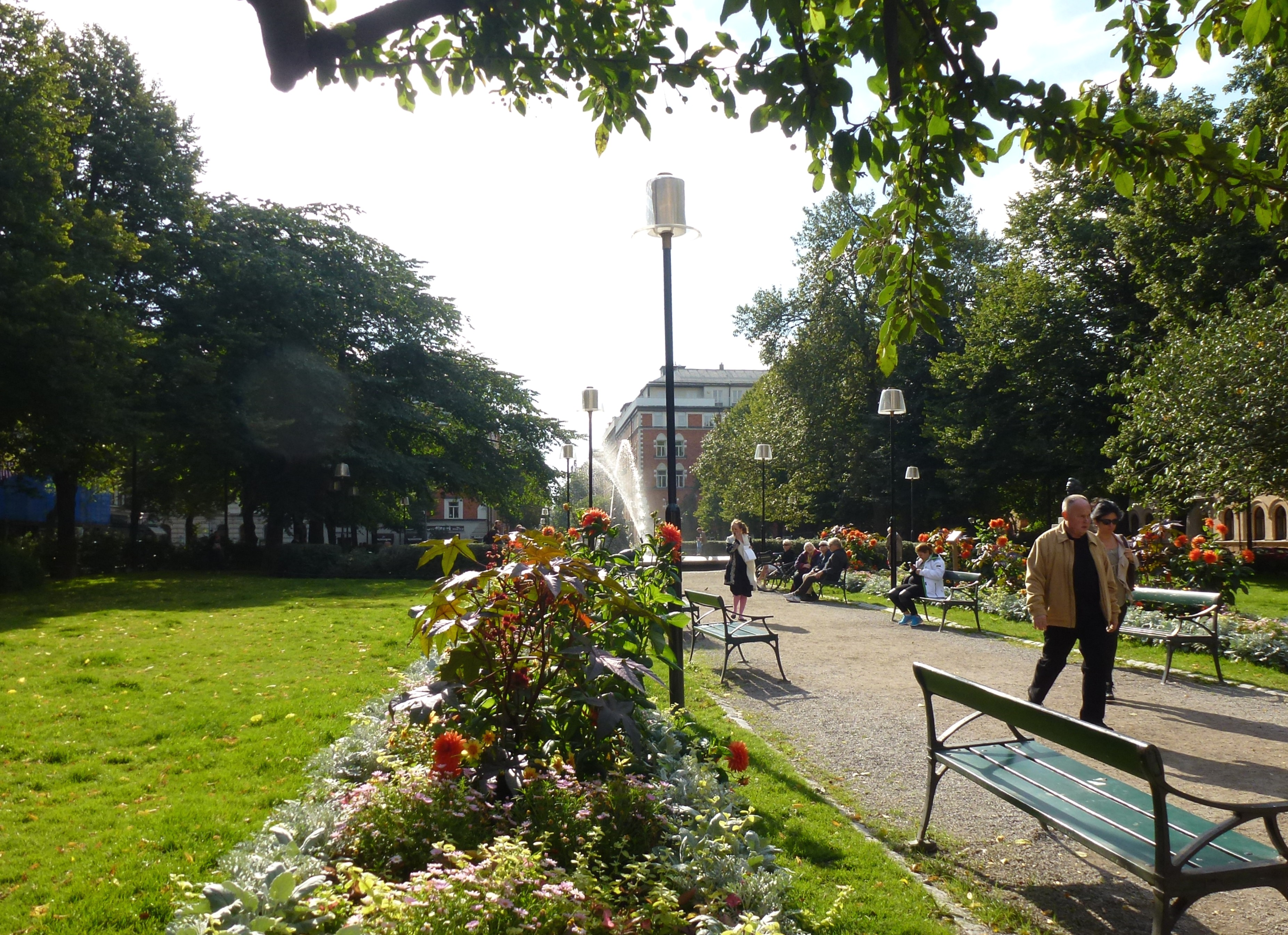
Mariatorget vers le sud, septembre 2012.
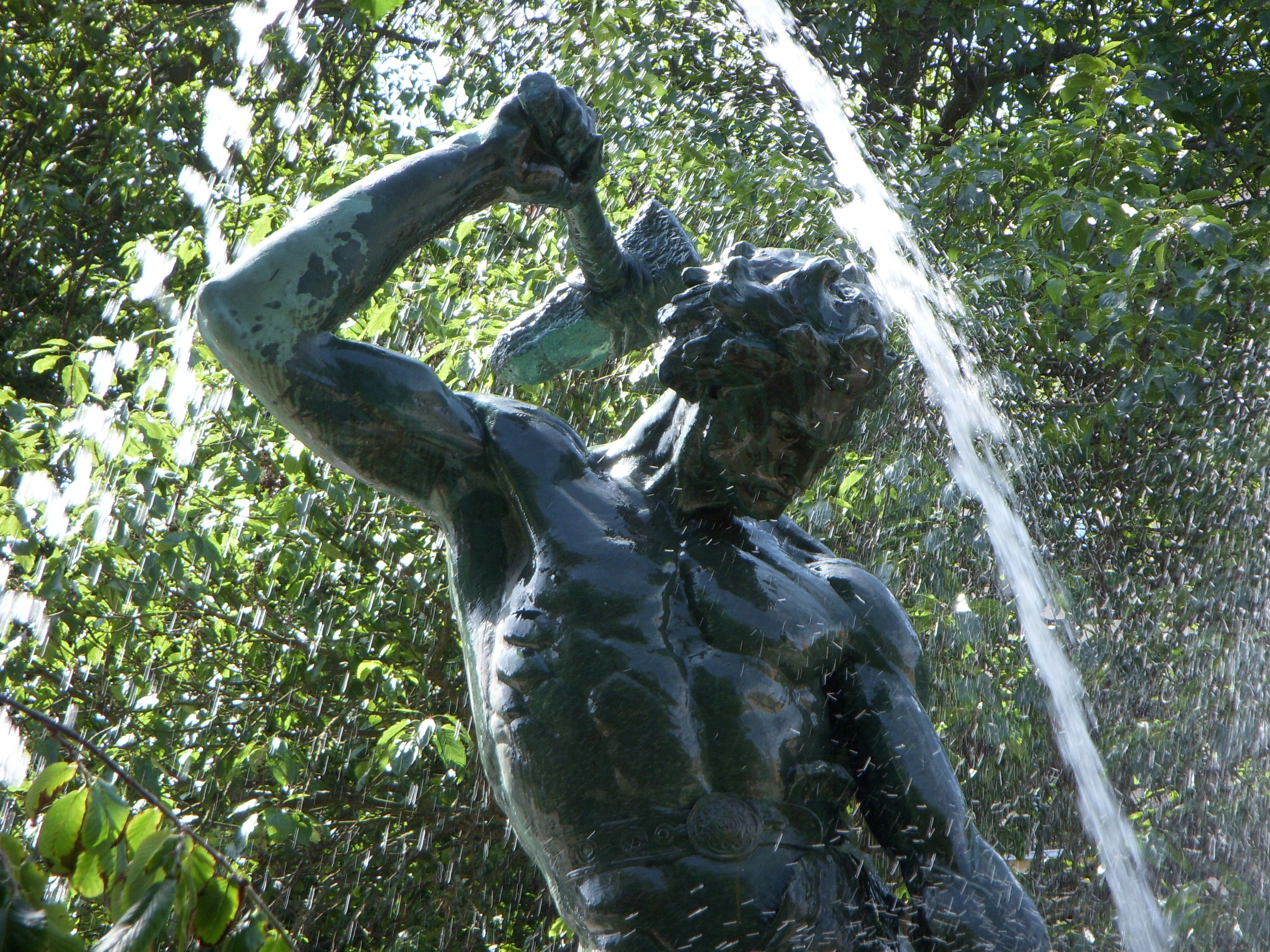
Tors fiske.
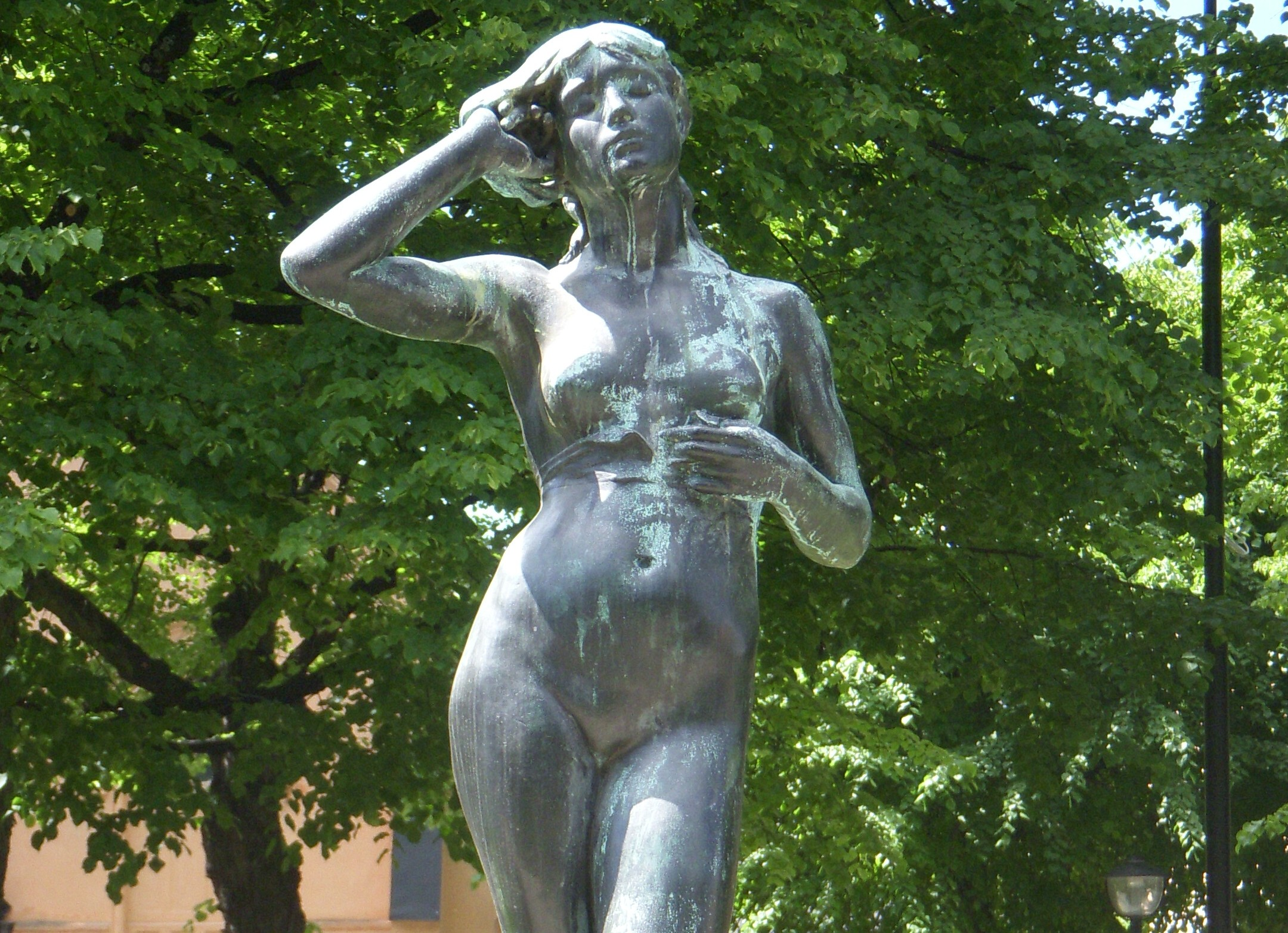
Snöklockan
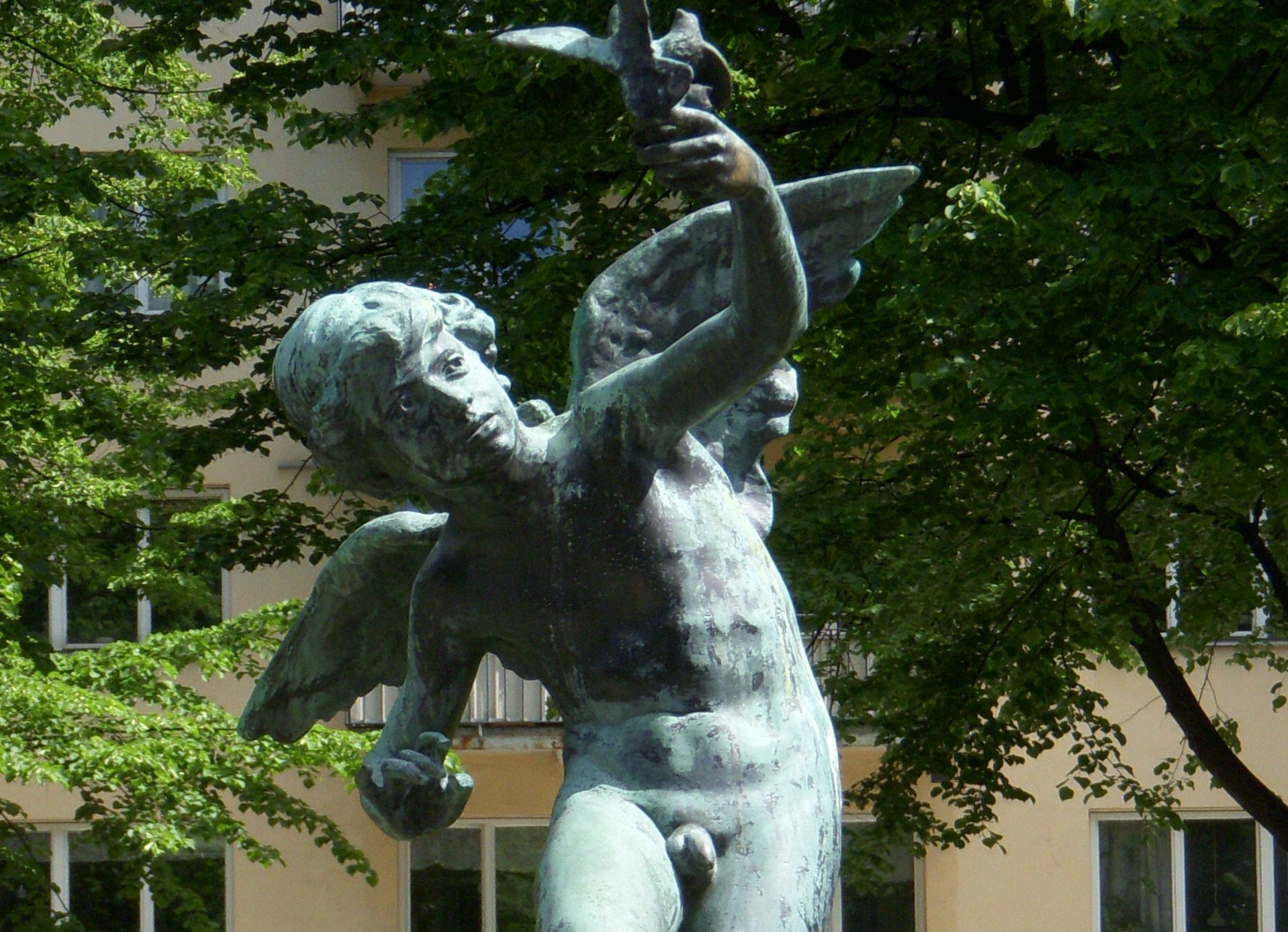
Tjusningen.
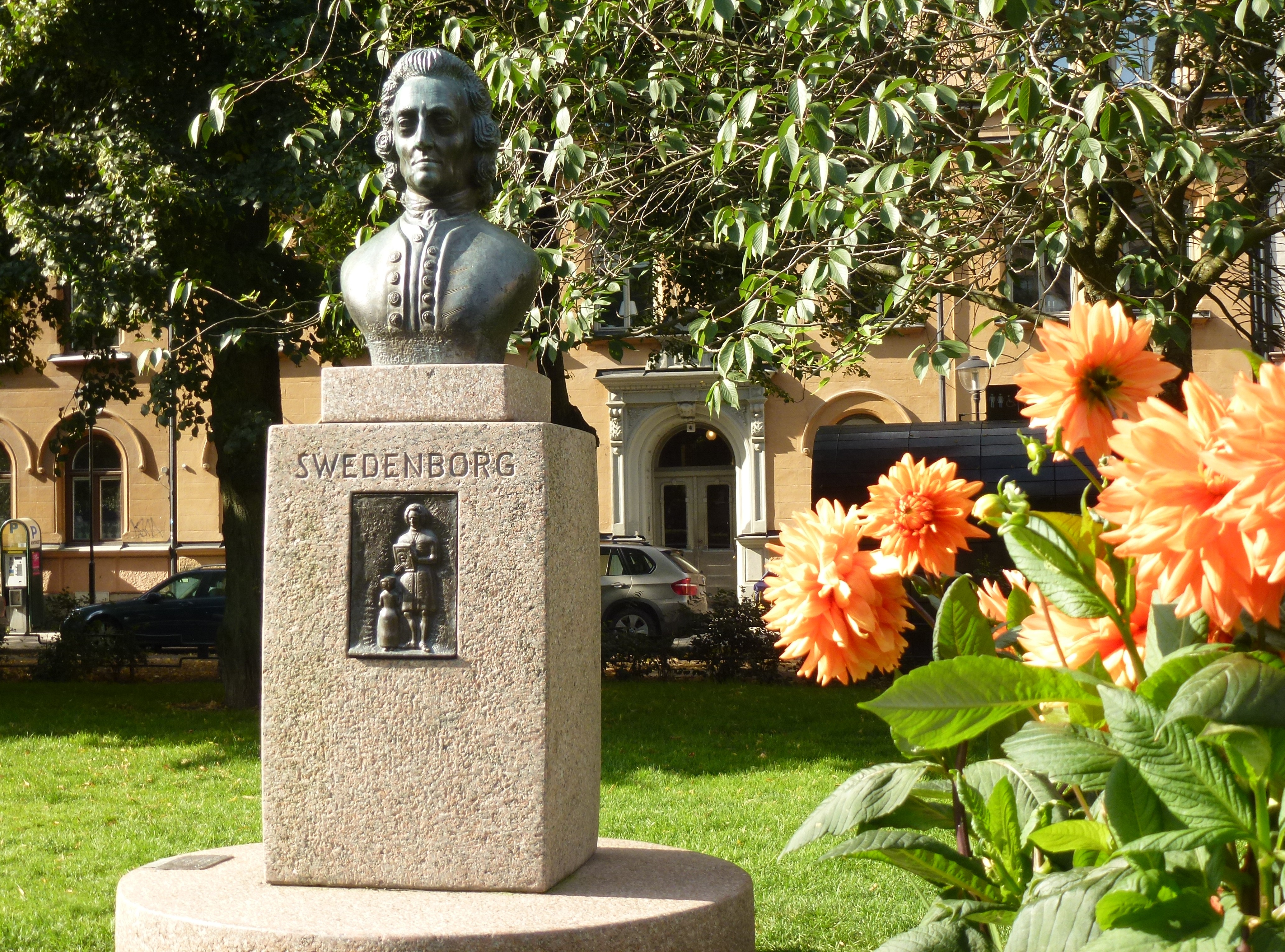
Buste d'Emanuel Swedenborg.